# Gerrie Mühren
Gerardus „Gerrie“ Dominicus Hyacinthus Maria Mühren [ˌɣɛʁi ˈmy:ʁə(n)] (* 2. Februar 1946 in Volendam; † 19. September 2013 ebenda) war ein niederländischer Fußballspieler. Er spielte im Mittelfeld.

## Karriere
Mühren begann seine Karriere beim FC Volendam, bevor er 1968 zu Ajax Amsterdam wechselte. Mit Ajax wurde er je dreimal niederländischer Meister und Pokalsieger sowie Sieger im Europapokal der Landesmeister. 1976 wechselte er zu Betis Sevilla. Seine Karriere beendete er bei Seiko, einem Fußballverein aus Hongkong. Nach seiner aktiven Laufbahn wurde er Trainer in der Ajax-Jugend.
Für die niederländische Nationalmannschaft bestritt er zehn Spiele.
Sein jüngerer Bruder Arnold war ebenfalls Profi-Fußballer und wurde mit den Niederlanden 1988 Fußball-Europameister.
Bis zu seiner Erkrankung an einem Myelodysplastischen Syndrom war Mühren als Scout für den AFC Ajax tätig. Dieser Krankheit erlag er im September 2013 mit 67 Jahren.

## Erfolge
- Niederländischer Meister: 1970, 1972 und 1973
- Niederländischer Pokalsieger: 1970, 1971 und 1972
- Sieger des Europapokals der Landesmeister: 1971, 1972 und 1973
- UEFA-Super-Cup-Sieger: 1972, 1973
- Weltpokal-Sieger: 1972
- Copa-del-Rey-Sieger: 1977